# Pougne-Hérisson
Pougne-Hérisson é uma comuna francesa na região administrativa da Nova Aquitânia, no departamento de Deux-Sèvres. Estende-se por uma área de 11.86 km². Em 2010 a comuna tinha 376 habitantes (densidade: 31,7 hab./km²).